# Jamui
Jamui è una suddivisione dell'India, classificata come municipality, di 66.752 abitanti, capoluogo del distretto di Jamui, nello stato federato del Bihar. In base al numero di abitanti la città rientra nella classe II (da 50.000 a 99.999 persone).

## Geografia fisica
La città è situata a 24° 55' 0 N e 86° 13' 0 E e ha un'altitudine di 77 m s.l.m..

## Società

### Evoluzione demografica
Al censimento del 2001 la popolazione di Jamui assommava a 66.752 persone, delle quali 35.553 maschi e 31.199 femmine. I bambini di età inferiore o uguale ai sei anni assommavano a 11.319, dei quali 5.829 maschi e 5.490 femmine. Infine, coloro che erano in grado di saper almeno leggere e scrivere erano 36.775, dei quali 23.005 maschi e 13.770 femmine.